# Alvin Drew
Benjamin Alvin Drew (Washington, 5 novembre 1962) è un ex astronauta statunitense.
Ha partecipato alle missioni STS-118 e STS-133 dello Space Shuttle in qualità di specialista di missione.

## Biografia

### Istruzione e carriera militare
Alvin Drew si è diplomato alla High School di Washington nel 1980. Nel maggio del 1984 con il grado di sottotenente si è laureato presso l'U.S. Air Force Academy di Colorado Springs, una laurea sulla progettazione di veicoli spaziali e in fisica. L'anno successivo ha completato la formazione a pilota di elicottero in una base aerea di Fort Rakker, Alabama. In seguito ha lavorato come un pilota di elicottero HH-3E gruppo di salvataggio, poi con l'elicottero MH-60G comando operazioni speciali nella Air Force. Ha partecipato a missioni di combattimento in Panama (1989-1990), Arabia Saudita (1990-1991), Kuwait (1991), Iraq (1991). Nell'aprile 1993 ha conseguito la qualifica di pilota di aerei di linea, nel mese di giugno 1994 ha completato la formazione nella scuola per piloti collaudatori della Marina degli U.S.A. Ha continuato i suoi studi presso l'Università dell'Aviazione Embry-Riddle a Daytona Beach, Florida, dove nel 1995 ha ricevuto un Master of Science Aerospace, poi ha comandato due unità di prova ed è stato al quartier generale della U.S. Air Force. Ha all'attivo circa 3.000 ore di volo con più di 30 tipi fra aerei ed elicotteri.

### Carriera come astronauta
Il 26 luglio 2000 Alvin Drew è stato selezionato come astronauta della NASA, e ha iniziato la formazione. Due anni dopo si è qualificato come specialista di missione ed è stato assegnato al Management degli astronauti della stazione. Ha compiuto una serie di mansioni tecniche, poi ha studiato presso l'Università aeronautica alla Maxwell Air Force Base, Alabama. Nell'aprile 2007 è stato nominato membro dell'equipaggio STS-118, Clayton Anderson invece fu trasferito nell'equipaggio STS-117.
Drew è stato specialista della missione STS-133, il volo finale dello Space Shuttle Discovery; la missione è partita il 24 febbraio 2011; il congiungimento con la stazione spaziale è avvenuto il 9 marzo. Drew effettuò due passeggiate spaziali; il 28 febbraio divenne il 200° astronauta che passeggiò nello spazio.